# Sociedade secreta

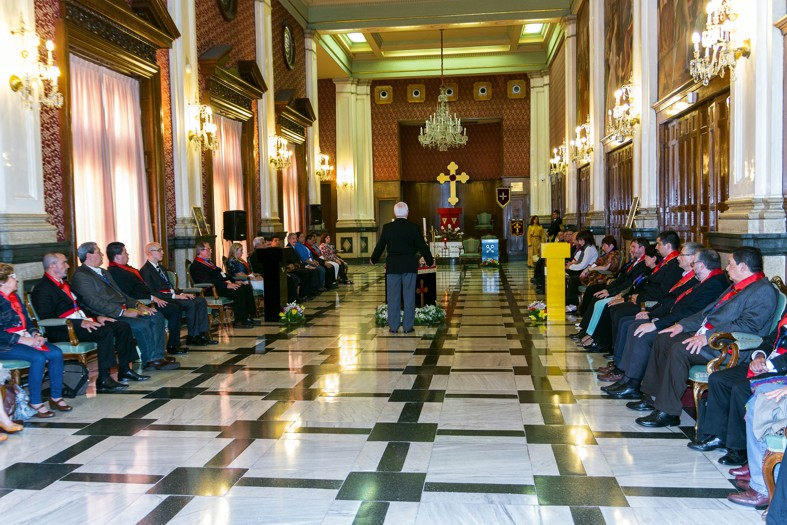
Interior de um templo rosa-cruz. A ordem rosa-cruz é um exemplo de sociedade secreta.

Sociedade secreta é uma associação de iniciados que têm acesso a certos mistérios e conhecimentos que, segundo os seus membros e líderes, não devem ser compartilhados com as demais pessoas, por estas serem incapazes de compreendê-los e levá-los a sério. Assim sendo, não mereceriam conhecer ou fazer parte de tais sociedades ou grupos.

## Descrição
No sentido antropológico e histórico, as sociedades secretas são profundamente ligadas ao conceito de Männerbund (traduzido da língua alemã, "união de homens"), que seria próprio de culturas pré-modernas. Tais sociedades são criadas para diversos propósitosː políticos, sociais, econômicos etc. Mas há também propósitos ocultos, muitas vezes ligados às teorias de conspiração, como segredos envolvendo governos, instituições e até igrejas e organizações religiosas. Muitas sociedades são acusadas por teóricos da conspiração de estarem encobrindo segredos importantes e intrigantes a nível mundial, tais como a existência de seres extraterrestres inteligentes que visitam a Terra, por exemplo. As sociedades secretas, quase sempre, estão ligadas ao ocultismo e/ou teorias conspiratórias.

## Sociedades populares

### Fraternidade

#### Rosacruz
A Ordem Rosacruz (AMORC) é um grupo conhecido por guardar segredos místicos que só os membros iniciados têm conhecimento.

### Internet

#### Cicada 3301
Alguns teorizam que a série de desafios que começaram na web, em 2012, nos fóruns de imageboard, feitos pela Cicada 3301, podem ter sido aplicados para os usuários como uma forma recrutamento de para novos membros de uma sociedade secreta baseada na internet.